# Procambridgea hunti
Procambridgea hunti is een spinnensoort in de taxonomische indeling van de Stiphidiidae.
Het dier behoort tot het geslacht Procambridgea. De wetenschappelijke naam van de soort werd voor het eerst geldig gepubliceerd in 2001 door V. T. Davies.